# Târnava Mică
Târnava Mică ("Lille Târnava"; ungarsk: Kis-Küküllő; tysk: Kleine Kokel ) er en flod i Rumænien. Den er 196 km lang, og og har et afvandingsområde på 2.071 km2.  Dens kilde er i de østlige Karpater i Harghita-distriktet. Den løber mod vest gennem de rumænske distrikter Harghita, Mureș og Alba, mere eller mindre parallelt med og nordpå fra Târnava Mare. Byerne Sovata og Târnăveni ligger på Târnava Mică. Den løber sammen med Târnava Mare i Blaj og danner Târnava.

## Byer og landsbyer
Følgende byer og landsbyer ligger langs floden Târnava Mică, fra kilden til mundingen: Praid, Sovata, Sărățeni, Chibed, Ghindari, Sângeorgiu de Pădure, Fântânele, Bălăușeri, Cetatea de Baltă, Jidvei, Șona, Sâncel, Blaj.

## Bifloder
Følgende floder er bifloder til floden Târnava Mică (fra kilden til mundingen): 
Fra venstre: Praid, Corund, Solocma, Ceia, Cușmed, Șenie, Roua, Vețca, Ciortoș, Nadeș, Agrișteu, Domald, Seleuș, Sântioana, Cund, Botoș, Hărănglab, Bărănglab, Băămușa, Bămușa, Bămușa, Bămușa, Bămușa, Ror, Valea Mare
Fra højre: Creanga Mare, Iuhod, Sovata, Becheci, Ghegheș, Veseuș, Broaga, Pănade